# جورج ألان (لاعب كرة قدم)
جورج ألان (بالإنجليزية: George Allan)‏ هو لاعب كرة قدم بريطاني (وحمل سابقاً جنسية المملكة المتحدة لبريطانيا العظمى وأيرلندا) في مركز الهجوم، ولد في 23 أغسطس 1875 في المملكة المتحدة، وتوفي في 17 أكتوبر 1899 في المملكة المتحدة بسبب سل. شارك مع منتخب اسكتلندا لكرة القدم. أما مع النوادي، فقد لعب مع نادي سلتيك ونادي ليفربول وLeith Athletic F.C. ‏ وBo'ness F.C. ‏.

## وصلات خارجية
- جورج ألان على موقع قاعدة بيانات كرة القدم.إي يو (الإنجليزية)
- جورج ألان على موقع عالم كرة القدم.نت (الإنجليزية)